# Plastiki
«Plastiki» — 18-метровый катамаран, построенный по инициативе британского эколога Дэвида Майера де Ротшильда (наследника знаменитой династии) из ПЭТ-бутылок и переработанных отходов из пластика для привлечения внимания к проблеме загрязнения Мирового океана и совершивший в 2010 году переход через Тихий океан. Название судну дано по аналогии с бальсовым плотом «Кон-Тики», на котором в 1947 году Тур Хейердал совершил плавание из Южной Америки в Океанию.

## Причины строительства
Проблема засорения моря частицами пластмассы размером менее 5 мм в диаметре перед экологами и морскими биологами стоит уже давно. Пластмассы — наиболее распространенный тип морского мусора, они составляют от 60 до 80 % всех морских отбросов и более 90 % всех плавающих в море частиц. Многие морские обитатели легко принимают разноцветные кусочки пластмассы за что-то съедобное и тем самым наносят себе вред. Эти соединения химически инертны и обладают способность накапливаться в организме в значительном количестве, проходя по всей пищевой цепи вплоть до человека. Ещё одна опасность, подстерегающая обитателей моря из-за микропластика, заключается в том, что он выступает в роли своеобразной «химической губки», на поверхности которой в больших количествах оседают остатки всевозможных лекарственных препаратов, бытовой химии и других химических соединений, попадающих в море. Около 10 % пластика из тех 260 млн т, что производятся ежегодно, в конце концов попадают в океан.
Проект «Plastiki» призван заставить людей задуматься над своим отношением к мусору и доказать, что мусор может не только засорять океан, но и быть эффективно использован. По словам Ротшильда, идея создания такого корабля возникла после того, как в 2006 году он ознакомился с докладом ООН, в котором говорилось об угрозе, которую несёт Мировому океану загрязнение, в частности, замусоривание вод пластиком.

## Особенности конструкции
Поплавки катамарана состоят из примерно 12 500 двухлитровых ПЭТ-бутылок из-под содовой воды, заполненных углекислым газом и скреплённых между собой органическим клеем из сахарного тростника и орехов кешью. Каюта, палуба и даже парус изготовлены из переработанного пластика.
Таким образом, судно на 90 % состоит из этого материала. Для мачты приспособлена алюминиевая труба, ранее использовавшаяся в ирригационных системах.
Навигационное оборудование корабля работает на энергии солнца и ветра: для этого на борту установлены две ветровые турбины и несколько солнечных панелей. Помимо этого на «Plastiki» имеются вакуумный испаритель для опреснения морской воды и система переработки мочи в воду.

## Экспедиция
Экспедиция стартовала из Сан-Франциско 20 марта 2010 года и достигла Сиднея 26 июля того же года, преодолев около 8300 морских миль за 129 дней (3083 часа). В ней приняло участие 6 человек, которые жили в небольшой каюте размером 6 на 4,5 м. Помимо Дэвида де Ротшильда в команду вошёл внук Тура Хейердала Олав (норв. Olav Heyerdahl), а капитаном стала единственная на борту женщина Джо Ройл (англ. Jo Royle). В течение всего плавания путешественники вели онлайн-дневник. Чтобы разнообразить рацион, состоящий из консервов и концентратов, овощами и зеленью, на борту судна был разбит небольшой огород.
Маршрут «Plastiki» пролегал через наиболее загрязнённые районы Тихого океана с остановками на Новой Каледонии и в Кирибати. В ходе экспедиции пластиковый корабль выдержал испытание высокими (до 38 °С) температурами, сильными ветрами и высокими океанскими волнами. Из-за полученных повреждений экипажу пришлось сделать остановку в австралийском штате Квинсленд для проведения ремонта. Первоначально катамаран по окончании плавания планировалось пустить в переработку, но затем было принято решение передать его Австралийскому национальному морскому музею (Сидней). После успешного завершения путешествия Ротшильд назвал его «путём от мусора к триумфу».